# Dark Fall : Les Âmes perdues
Dark Fall : Les Âmes perdues (Dark Fall: Lost Souls) est un jeu vidéo d'aventure développé par Darkling Room et édité par Iceberg Interactive, sorti en 2009 sur Windows. 

## Accueil
- Adventure Gamers : 4/5[1]
- Jeuxvideo.com : 14/20[2]